# Ukrainische Eishockeyliga 1995
Die Saison 1995 war die dritte reguläre Austragung der ukrainischen Eishockeyliga, der höchsten ukrainischen Eishockeyspielklasse. Meister wurde zum insgesamt zweiten Mal in der Vereinsgeschichte der HK Sokol Kiew.

## Modus
In der Hauptrunde absolvierte jede der sechs Mannschaften insgesamt fünf Spiele. Die beiden bestplatzierten Mannschaften qualifizierten sich für die Finalrunde, in der der Meister zwischen den drei qualifizierten Mannschaften ausgespielt wurde. Der HK Sokol Kiew war als Teilnehmer an der Internationalen Hockey-Liga automatisch für die Finalrunde qualifiziert. Für einen Sieg erhielt jede Mannschaft zwei Punkte, bei einem Unentschieden gab es ein Punkt und bei einer Niederlage null Punkte.

## Hauptrunde

### Tabelle
|    | Klub               | Sp | S | U | N | Tore  | Punkte |
| -- | ------------------ | -- | - | - | - | ----- | ------ |
| 1. | SchWSM Kiew        | 5  | 4 | 1 | 0 | 36:10 | 9      |
| 2. | HK ATEK Kiew       | 5  | 3 | 1 | 1 | 21:17 | 7      |
| 3. | Politechnik Kiew   | 5  | 3 | 0 | 2 | 21:17 | 6      |
| 4. | Salamandra Charkiw | 5  | 1 | 1 | 3 | 17:29 | 3      |
| 5. | HK Kryschynka Kiew | 5  | 1 | 1 | 3 | 16:30 | 3      |
| 6. | HK Sokil Kiew II   | 5  | 1 | 0 | 4 | 13:33 | 2      |

Sp = Spiele, S = Siege, U = Unentschieden, N = Niederlagen

## Finalrunde
|    | Klub          | Sp | S | U | N | Tore  | Punkte |
| -- | ------------- | -- | - | - | - | ----- | ------ |
| 1. | HK Sokil Kiew | 2  | 2 | 0 | 0 | 12:01 | 4      |
| 2. | HK ATEK Kiew  | 2  | 1 | 0 | 1 | 02:07 | 2      |
| 3. | SchWSM Kiew   | 2  | 0 | 0 | 2 | 00:06 | 0      |